# Dicrocaulon nodosum
Dicrocaulon nodosum är en isörtsväxtart som först beskrevs av Alwin Berger, och fick sitt nu gällande namn av Nicholas Edward Brown. Dicrocaulon nodosum ingår i släktet Dicrocaulon och familjen isörtsväxter. Inga underarter finns listade i Catalogue of Life.